# الحولي الليبي
الحولي الليبي هو لباس تقليدي للنساء في ليبيا، ويُعتبر أحد أبرز مكونات الهوية الثقافية الليبية. يتألف الحولي بشكل أساسي من قطعة قماش كبيرة، غالبًا ما تكون من الحرير أو القطن، تقوم المرأة بلفها حول جسدها بطريقة فنية ومميزة، وتثبيتها عند الكتف الأيسر بواسطة خلال (حلي). يمثل الحولي رمزًا للأصالة والأناقة في المجتمع الليبي، ويتم ارتداؤه في المناسبات الاجتماعية والأعياد.

## التاريخ والأصل
يعتبر الحولي ذا جذور تاريخية عميقة في منطقة شمال إفريقيا. يربط بعض الباحثين والمؤرخين أصل هذا النوع من اللباس بالملابس التي كانت ترتديها النساء الليبيات قديماً، مستشهدين بأوصاف وردت في كتابات مؤرخين قدامى مثل هيرودوت في القرن الخامس قبل الميلاد، الذي وصف ملابس النساء الليبيات بأنها أثواب مزينة. كما وُثِّقت أزياء مشابهة على جدران المعابد المصرية القديمة، مما يشير إلى قدم هذا الطراز من الملابس في المنطقة.
في العصر الحديث، وصفت الكاتبة الإنجليزية "مس تولي" في مذكراتها عن إقامتها في طرابلس في أواخر القرن الثامن عشر، الحولي بأنه قطعة من الحرير أو القطن تلفها المرأة حول جسدها وتثبتها بخلال من الذهب أو الفضة.

## الوصف وطريقة الارتداء
الحولي هو قطعة قماش مستطيلة الشكل، يختلف طولها وعرضها، وتُصنع من مواد متنوعة. يتم لفه حول الجسم بحيث يغطي معظم الجسد، ويُجمع طرفاه عند الكتف الأيسر ليتم تثبيتهما بـ"خلال"، وهو حلية تقليدية غالبًا ما تكون من الفضة أو الذهب. تتنوع طريقة اللف قليلاً من منطقة إلى أخرى، لكنها تحافظ على شكلها العام المميز.

## الأنواع والتصاميم
يوجد من الحولي الليبي العديد من الأنواع التي تختلف في ألوانها ونقوشها والمادة المصنوعة منها. من أشهر أنواعه:
- حولي الحصيرة: يُعتبر من أقدم الأنواع وأكثرها قيمة، ويتميز بنقوشه التي تشبه الحصيرة التقليدية. وهو قطعة أساسية في "البدلة الكبيرة" التي ترتديها العروس.
- حولي مثقل حب الرمان: يتميز بلونه الأحمر ونقوشه التي تشبه حبوب الرمان، ويكون عادةً مصنوعًا من الحرير الثقيل.
- حولي بوخطة وحولي بوخطين: تتميز هذه الأنواع بوجود خطوط طولية أو عرضية تزين القماش.
- حولي المور: نوع آخر من الحولي يتميز بنقوشه وألوانه الخاصة.

## الصناعة التقليدية
تُعتبر صناعة الحولي من الحرف التقليدية العريقة في ليبيا، خاصة في مدينة طرابلس. كانت أسواق المدينة القديمة، مثل "سوق الحرير" و"سوق الفنيدقة"، مركزًا رئيسيًا لصناعته. حتى اليوم، لا يزال الحولي يُصنع يدويًا باستخدام النول اليدوي، وهي صنعة توارثها الحرفيون الليبيون عبر الأجيال وتُعد من أهم الصناعات التقليدية في البلاد.

## الأهمية الثقافية والاستخدام المعاصر
يحتل الحولي مكانة خاصة في الثقافة الليبية، فهو ليس مجرد لباس، بل رمز للهوية والتراث. ترتديه النساء في المناسبات الهامة مثل حفلات الزفاف والأعياد الدينية والوطنية. كما أنه جزء لا يتجزأ من جهاز العروس، حيث تُهدى العروس مجموعة من الحوالي الفاخرة. في العصر الحديث، ورغم انتشار الأزياء العصرية، لا يزال الحولي يحتفظ بمكانته كزي للمناسبات يعبر عن التمسك بالجذور والأصالة.